# Knon
Knon är en dämd sjö i norra Hagfors kommun i Värmland och ingår i Göta älvs huvudavrinningsområde. Sjön är 28 meter djup, har en yta på 1,92 kvadratkilometer och befinner sig 217 meter över havet. Sjön avvattnas av vattendraget Knoälven (Musån) och dess viktigaste tillflöde är Musån. Vid provfiske har bland annat abborre, gers, gädda och lake fångats i sjön.
Knon bildades genom Uddeholms AB:s byggnation av Knons kraftverk 1914-16, med en fallhöjd av 30-32 meter. En kanal till Knon byggdes från utloppet av Nains kraftstation i Uvån så att de kombinerade flödena av Knoälven och Uvån kan utnyttjas för kraftproduktion.
Sydöstra delarna av sjön, närmast Gustavsfors, kallas Busjön respektive Framsjön.

## Delavrinningsområde
Knon ingår i delavrinningsområde (667701-138268) som SMHI kallar för Rinner till Knon-Framsjön. Medelhöjden är 217 meter över havet och ytan är 10,27 kvadratkilometer. Räknas de 17 avrinningsområdena uppströms in blir den ackumulerade arean 206,34 kvadratkilometer. Knoälven (Musån) som avvattnar avrinningsområdet har biflödesordning 3, vilket innebär att vattnet flödar genom totalt 3 vattendrag innan det når havet efter 373 kilometer. Avrinningsområdet består mestadels av skog (73 procent). Avrinningsområdet har 13,24 kvadratkilometer vattenytor vilket ger det en sjöprocent på 17 procent.

## Fisk
Vid provfiske har följande fisk fångats i sjön:
- Abborre
- Gärs
- Gädda
- Lake
- Löja
- Mört
- Nors
- Sik
- Siklöja